# Glyder Fawr
Le Glyder Fawr (ˈɡlɪdɛr ˈvaur) est une montagne du massif des Glyderau située dans le parc national de Snowdonia, au pays de Galles. Son sommet se situe très exactement à la limite entre le county borough de Conwy et le comté de Gwynedd. Il culmine à 1 000,80 mètres d'altitude. Jusqu'à fin 2010, son altitude officielle était de 999 mètres, mais une étude par GPS a rajouté 1,80 mètre à la mesure précédente.
Le Glyder Fawr est ainsi le 5e sommet du pays de Galles culminant à plus de 1 000 mètres d'altitude, derrière le mont Snowdon (1 085 mètres), le Crib y Ddysgl (1 065 mètres), le Carnedd Llewelyn (1 064 mètres) et le Carnedd Dafydd (1 044 mètres).
Son sommet est extrêmement rocailleux, ce qui en rend l'accès difficile. Ce secteur est d'ailleurs réputé pour sa dangerosité et plusieurs accidents y ont été signalés,,. Il attire toutefois de nombreux randonneurs et excursionnistes qui empruntent les sentiers qui serpentent de part et d'autre de la montagne.